# Internationaux de Strasbourg 2020
Internationaux de Strasbourg 2020 byl tenisový turnaj pořádaný jako součást ženského okruhu WTA Tour, který se odehrával na otevřených antukových dvorcích městského areálu Tennis Club de Strasbourg. Probíhal mezi 20. až 26. zářím 2020 ve francouzském Štrasburku jako třicátý čtvrtý ročník turnaje. Kvůli pokračující pandemii covidu-19, která vedla k pětiměsíčnímu přerušení sezóny byla štrasburská událost přeložena do prvního podzimního týdne před pařížský grandslam Roland Garros.
Turnaj se sníženým rozpočtem 225 500 dolarů patřil do kategorie WTA International. Nejvýše nasazenou singlistkou se měla stát česká světová čtyřka Karolína Plíšková, která se však odhlásila. V pozici turnajové jedničky ji nahradila pátá žena světové klasifikace Elina Svitolinová z Ukrajiny. Jako poslední přímá účastnice do dvouhry nastoupila 74. hráčka žebříčku, Japonka Nao Hibinová.
Patnáctý singlový titul na okruhu WTA Tour vybojovala 26letá Ukrajinka Elina Svitolinová, která udržela svou pětizápasovou finálovou neporazitelnost na antuce. Premiérovou společnou trofej ze čtyřhry na túře WTA si odvezl americko-nizozemský pár Nicole Melicharová a Demi Schuursová.

## Distribuce bodů a finančních odměn

### Distribuce bodů
| Soutěž  | vítězky | finalistky | semifinalistky | čtvrtfinalistky | 16 v kole | 32 v kole | Q  | Q2 | Q1 |
| ------- | ------- | ---------- | -------------- | --------------- | --------- | --------- | -- | -- | -- |
| dvouhra | 280     | 180        | 110            | 60              | 30        | 1         | 18 | 12 | 1  |
| čtyřhra | 280     | 180        | 110            | 60              | 1         | —         | —  | —  | —  |

### Finanční odměny
| Soutěž                                | vítězky  | finalistky | semifinalistky | čtvrtfinalistky | 16 v kole | 32 v kole | Q1      |
| ------------------------------------- | -------- | ---------- | -------------- | --------------- | --------- | --------- | ------- |
| dvouhra                               | 20 161 € | 11 290 €   | 6 214 €        | 4 153 €         | 3 347 €   | 2 621 €   | 1 613 € |
| čtyřhra                               | 7 258 €  | 4 032 €    | 2 524 €        | 1 588 €         | 1 250 €   | —         | —       |
| částky ve čtyřhře jsou uváděny na pár |          |            |                |                 |           |           |         |

## Ženská dvouhra

### Nasazení
| Stát                         | Hráčka                   | WTA | Nasazení |
| ---------------------------- | ------------------------ | --- | -------- |
| Česko                        | Karolína Plíšková        | 4.  | 1.       |
| Ukrajina                     | Elina Svitolinová        | 6.  | 2.       |
| Nizozemsko                   | Kiki Bertensová          | 8.  | 3.       |
| Bělorusko                    | Aryna Sabalenková        | 12. | 4.       |
| Kazachstán                   | Jelena Rybakinová        | 18. | 5.       |
| USA                          | Amanda Anisimovová       | 27. | 6.       |
| Rusko                        | Jekatěrina Alexandrovová | 31. | 7.       |
| USA                          | Sloane Stephensová       | 33. | 8.       |
| Žebříček WTA k 14. září 2020 |                          |     |          |

### Jiné formy účasti
Následující hráčky obdržely divokou kartu do hlavní soutěže:
- Kiki Bertensová
- Clara Burelová
- Pauline Parmentierová

Následující hráčka nastoupila do hlavní soutěže pod žebříčkovou ochranou:
- Kateryna Bondarenková

Následující hráčky postoupily z kvalifikace:
- Christina McHaleová
- Greet Minnenová
- Ellen Perezová
- Čang Šuaj

Následující hráčky postoupily z kvalifikace jako tzv. šťastné poražené:
- Myrtille Georgesová
- Storm Sandersová

### Odhlášení
před zahájením turnaje
- Jennifer Bradyová → nahradila ji  Polona Hercogová
- Julia Görgesová → nahradila ji  Alison Van Uytvancková
- Sofia Keninová → nahradila ji  Alizé Cornetová
- Anett Kontaveitová → nahradila ji  Kateřina Siniaková
- Veronika Kuděrmetovová → nahradila ji  Lauren Davisová
- Karolína Plíšková → nahradila ji  Kateryna Bondarenková
- Julia Putincevová → nahradila ji  Anna Blinkovová
- Alison Riskeová → nahradila ji  Jil Teichmannová
- Anastasija Sevastovová → nahradila ji  Ajla Tomljanovićová
- Barbora Strýcová → nahradila ji  Myrtille Georgesová
- Markéta Vondroušová → nahradila ji  Zarina Dijasová
- Čeng Saj-saj → nahradila ji  Storm Sandersová

## Ženská čtyřhra

### Nasazení
| Stát                                                                     | Hráčka             | Stát       | Hráčka             | WTA | Nasazení |
| ------------------------------------------------------------------------ | ------------------ | ---------- | ------------------ | --- | -------- |
| USA                                                                      | Nicole Melicharová | Nizozemsko | Demi Schuursová    | 24. | 1.       |
| Kanada                                                                   | Gabriela Dabrowská | Lotyšsko   | Jeļena Ostapenková | 27. | 2.       |
| Japonsko                                                                 | Šúko Aojamová      | Japonsko   | Ena Šibaharaová    | 50. | 3.       |
| USA                                                                      | Hayley Carterová   | Brazílie   | Luisa Stefaniová   | 75  | 4..      |
| Žebříček WTA k 14. září 2020; číslo je součtem umístění obou členek páru |                    |            |                    |     |          |

### Jiné formy účasti
Následující pár obdržel divokou kartu:
- Clara Burelová /  Diane Parryová

Následující pár nastoupil do hlavní soutěže pod žebříčkovou ochranou:
- Kateryna Bondarenková /  Sharon Fichmanová

### Odhlášení
- Alison Van Uytvancková

## Přehled finále

### Ženská dvouhra
- Elina Svitolinová vs.  Jelena Rybakinová, 6–4, 1–6, 6–2

### Ženská čtyřhra
- Nicole Melicharová /  Demi Schuursová vs.  Hayley Carterová /  Luisa Stefaniová, 6–4, 6–3